# Maisonsgoutte
Pour les articles homonymes, voir Maisons et Goutte.
Maisonsgoutte [mɛzɔ̃ɡut] est une commune française située dans la circonscription administrative du Bas-Rhin et, depuis le 1er janvier 2021, dans le territoire de la Collectivité européenne d'Alsace, en région Grand Est.
Cette commune se trouve dans la région historique et culturelle d'Alsace.

## Géographie
Maisonsgoutte (en allemand : Meissengott) se situe dans la vallée du Giessen de Steige, à mi-chemin entre Villé, chef-lieu, et le bout de la vallée. Le ban communal vaste de 487 ha vient s'appuyer au sud sur la crête du massif de la Honel qui culmine à 623 mètres à fleur de la vallée de Charbes. Au nord, le village est entouré par plusieurs collines de 350 à 450 mètres de hauteur jusqu'au point le plus élevé du Roffling (773 m) et le premier contrefort du massif du Champ du Feu. Le village se trouve à une altitude de 300 mètres avec plusieurs écarts (Engelsbach, Kuhnenbach, Wagenbach) qui sont arrosés par divers ruisseaux qui prennent leurs sources depuis le Honel ou le Roffling. Le lieu-dit de Wagenbach est construit à flanc de colline, ce qui le protège des crues d'eau.

### Communes limitrophes
| Steige |               | Breitenbach  |
|        | Maisonsgoutte | Saint-Martin |
| Lalaye |               | Bassemberg   |

### Écarts et lieux-dits
- Wagenbach (Guirligotte) ;
- Engelsbach ;
- Kuhnenbach.

### Cours d'eau
- Le Giessen de Steige.

### Hydrographie

#### Réseau hydrographique
La commune est dans le bassin versant du Rhin au sein du bassin Rhin-Meuse. Elle est drainée par le ruisseau Dit le Giessen,.
Le ruisseau dit le Giessen, d'une longueur de 11 km, prend sa source dans la commune de Urbeis et se jette  dans Giessen à Villé, après avoir traversé cinq communes. 

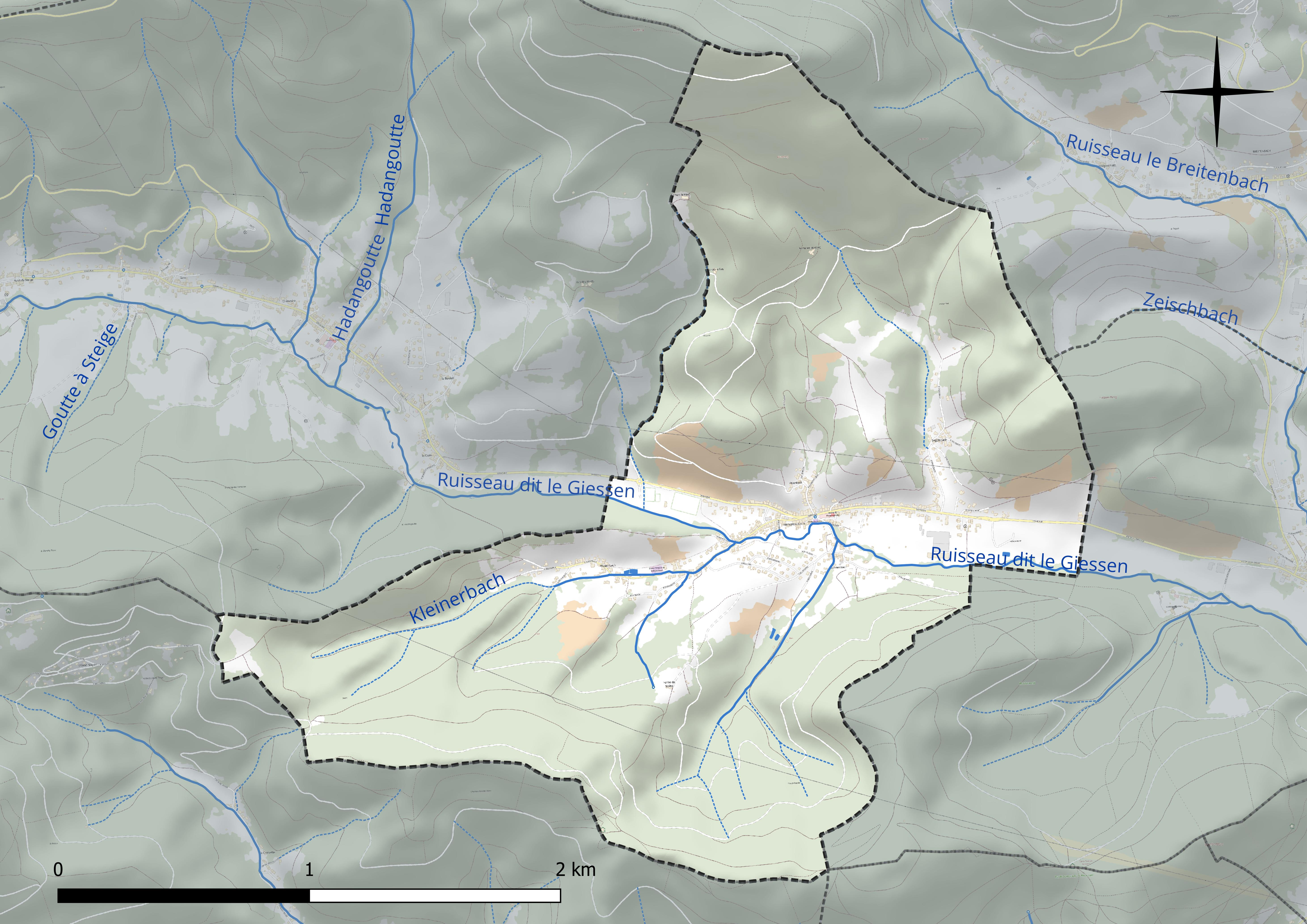
Réseau hydrographique de Maisonsgoutte.

#### Gestion et qualité des eaux
Le territoire communal est couvert par le schéma d'aménagement et de gestion des eaux (SAGE) « Giessen Liepvrette ». Ce document de planification concerne les bassins versants du Giessen et de la Lièpvrette.  Son périmètre s’étend sur 317 km2. Il a été approuvé le 13 avril 2016. La structure porteuse de l'élaboration et de la mise en œuvre est le Syndicat des eaux et de l'assainissement Alsace Moselle. 
La qualité des cours d’eau peut être consultée sur un site dédié géré par les agences de l’eau et l’Agence française pour la biodiversité. 

### Climat
Pour des articles plus généraux, voir Climat du Grand Est et Climat du Bas-Rhin.
En 2010, le climat de la commune est de type climat des marges montargnardes, selon une étude du Centre national de la recherche scientifique s'appuyant sur une série de données couvrant la période 1971-2000. En 2020, Météo-France publie une typologie des climats de la France métropolitaine dans laquelle la commune est exposée à un climat semi-continental et est dans la région climatique  Vosges, caractérisée par une pluviométrie très élevée (1 500 à 2 000 mm/an) en toutes saisons et un hiver rude (moins de 1 °C). 
Pour la période 1971-2000, la température annuelle moyenne est de 10,1 °C, avec une amplitude thermique annuelle de 17,2 °C. Le cumul annuel moyen de précipitations est de 887 mm, avec 10,7 jours de précipitations en janvier et 10,4 jours en juillet. Pour la période 1991-2020, la température moyenne annuelle observée sur la station météorologique de Météo-France la plus proche, « Ville », sur la commune de Villé à 3 km à vol d'oiseau, est de 11,3 °C et le cumul annuel moyen de précipitations est de 957,7 mm. 
La température maximale relevée sur cette station est de 39,5 °C, atteinte le 13 août 2003 ; la température minimale est de −19 °C, atteinte le 7 février 1991,,. 
Les paramètres climatiques de la commune ont été estimés pour le milieu du siècle (2041-2070) selon différents scénarios d'émission de gaz à effet de serre à partir des nouvelles projections climatiques de référence DRIAS-2020. Ils sont consultables sur un site dédié publié par Météo-France en novembre 2022.

## Urbanisme

### Typologie
Au 1er janvier 2024, Maisonsgoutte est catégorisée commune rurale à habitat dispersé, selon la nouvelle grille communale de densité à sept niveaux définie par l'Insee en 2022.
Elle est située hors unité urbaine. Par ailleurs la commune fait partie de l'aire d'attraction de Sélestat, dont elle est une commune de la couronne,. Cette aire, qui regroupe 37 communes, est catégorisée dans les aires de 50 000 à moins de 200 000 habitants,.

### Occupation des sols
L'occupation des sols de la commune, telle qu'elle ressort de la base de données européenne d’occupation biophysique des sols Corine Land Cover (CLC), est marquée par l'importance des forêts et milieux semi-naturels (66,7 % en 2018), une proportion identique à celle de 1990 (66,7 %). La répartition détaillée en 2018 est la suivante : forêts (66,7 %), zones agricoles hétérogènes (24,6 %), zones urbanisées (8,8 %). L'évolution de l’occupation des sols de la commune et de ses infrastructures peut être observée sur les différentes représentations cartographiques du territoire : la carte de Cassini (XVIIIe siècle), la carte d'état-major (1820-1866) et les cartes ou photos aériennes de l'IGN pour la période actuelle (1950 à aujourd'hui).

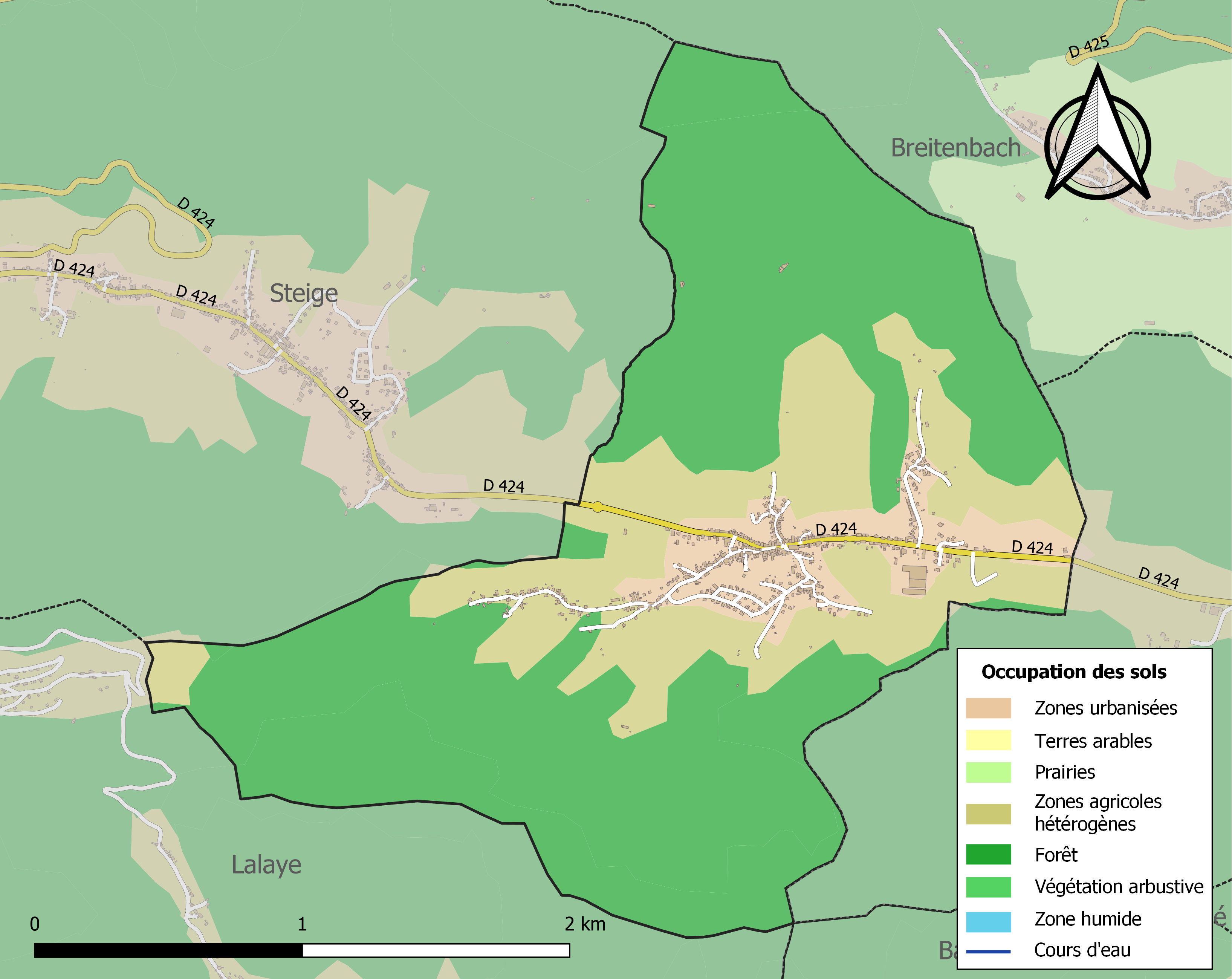
Carte des infrastructures et de l'occupation des sols de la commune en 2018 (CLC).

## Toponymie

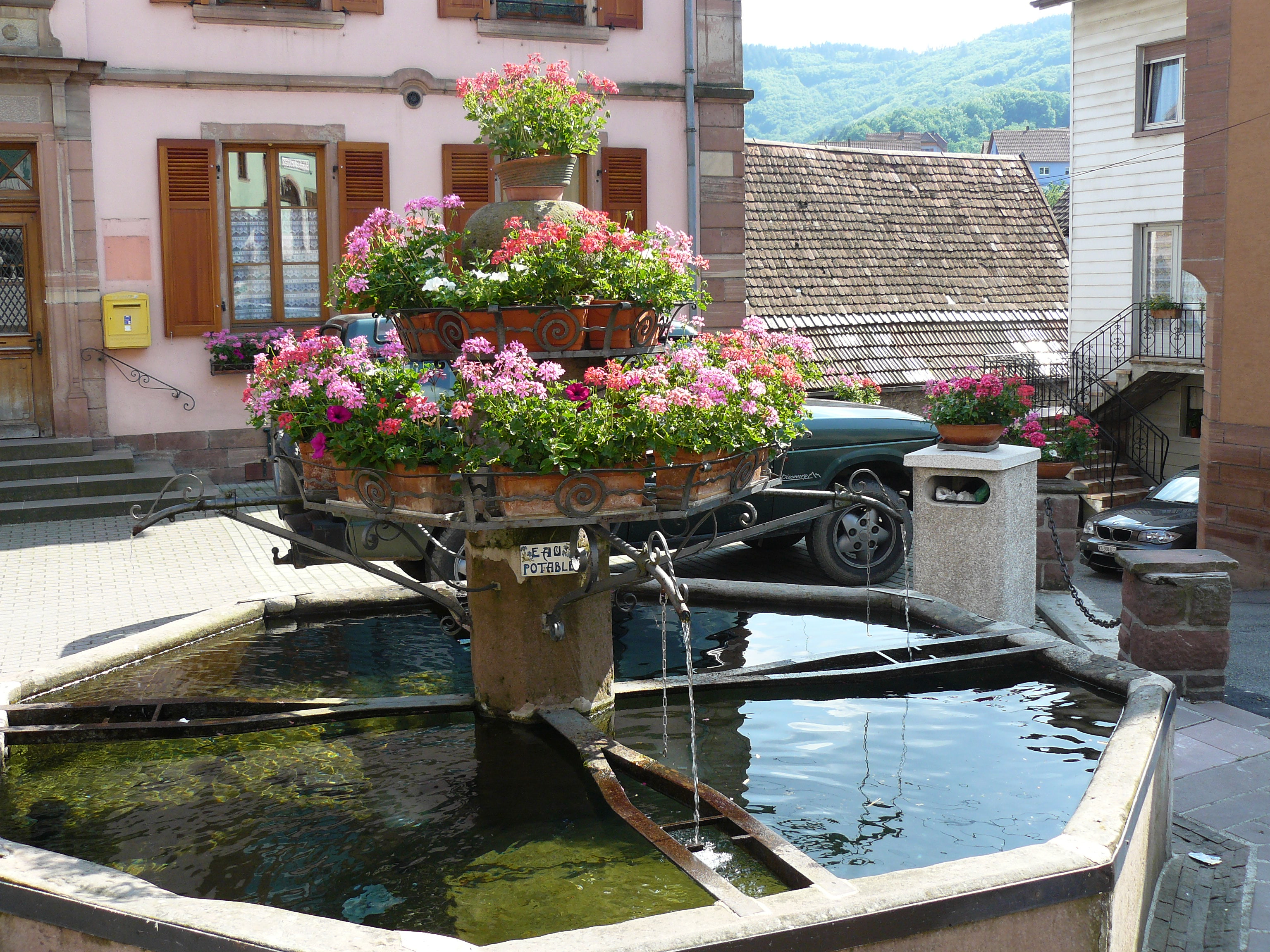
Vieille fontaine octogonale à côté de l'église.

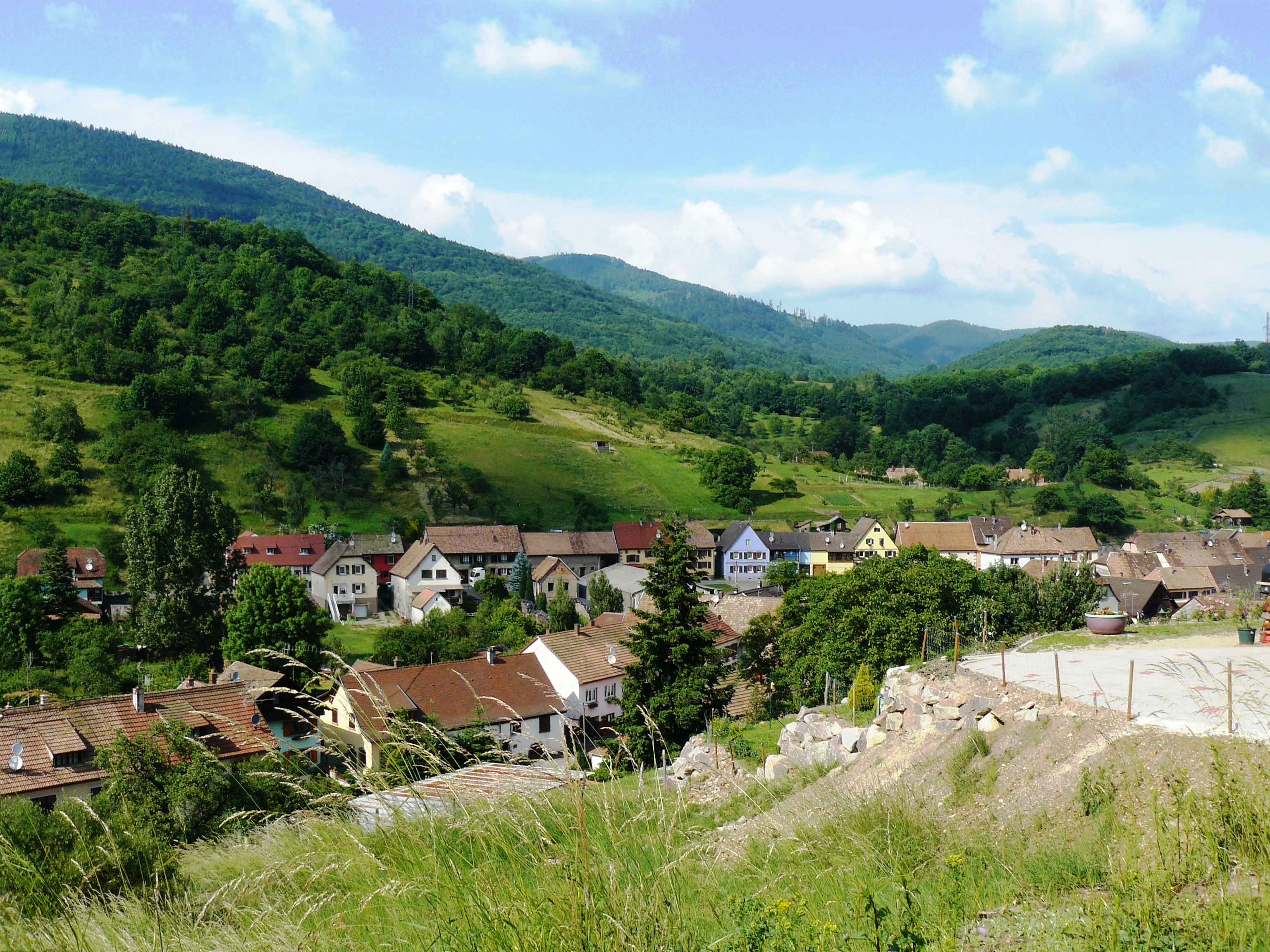
Une partie du village vue depuis les hauteurs de Maisonsgoutte.

(En alsacien : Meisagott - en allemand : Meissengott)
Les premiers toponymes font état de Dyezelbach ou Thieselbach, puis Hüszelbach. Au XIVe siècle apparaît le nom Hisselbach, une traduction littérale de Maisonsgoutte, ou dont « Maisonsgoutte » est la traduction. Maisonsgoutte transcrit en allemand dérive de Maisengott (1603) et Meissengott (1665). Les fréquents changements de noms de l'allemand au français s'expliquent par la proximité de la frontière linguistique entre les domaines germanique et roman.

## Histoire

### Construit sur un ancien site romain
Le village de Maisonsgoutte et les différents hameaux qui donnèrent naissance à la localité se situent à proximité de l'ancienne route du sel (via Salinatorum). On a découvert, en 1980, des fragments de poterie romaine sigillée indiquant la présence d'un ancien relais qui auraient pu servir de point de restauration pour les hommes et les animaux avant la montée du col de Steige. Certaines galeries de mines d'antimoine que l'on trouve dans la région pourraient laisser supposer  une origine gallo-romaine.

### AuXIIIesièclesous la domination desHabsbourg
Après une période de trou noir, le village passe à partir du XIIIe siècle sous le contrôle de la puissante famille des Habsbourg. À cette époque, Maisonsgoutte ne possède sans doute pas encore d'église, et les fidèles doivent se rendre à l'église-mère de Saint-Martin.

### Conflit entre l'évêque et les Habsbourg
En 1262, un conflit éclate entre l'évêque de Strasbourg et les Habsbourg. Le village est envahi par les troupes épiscopales. On en connaît pas précisément les dégâts occasionnés à cet effet.

### Les différentes incursions
Maisonsgoutte se trouvant sur un important point de passage qui mène d'Alsace en Lorraine a sans doute eu à subir les vicissitudes de l'histoire et des passages des troupes armées. Entre 1444 et 1445, la vallée est envahie par les Armagnacs et en 1633 par les troupes suédoises au cours de la guerre de Trente Ans.

### La guerre des Paysans
En 1526, le village de Maisonsgoutte doit acquitter 600 florins d'amende à l'abbaye de Honcourt lors du Bundschuh.

## Politique et administration
| Période                                  | Période  | Identité           | Étiquette | Qualité |
| ---------------------------------------- | -------- | ------------------ | --------- | ------- |
| Les données manquantes sont à compléter. |          |                    |           |         |
| mars 2001                                | 2014     | Serge Adrian       |           |         |
| 2014                                     | mai 2020 | Bernard Wolff      |           |         |
| mai 2020                                 | En cours | Christian Haessler |           |         |

## Population et société

### Démographie
L'évolution du nombre d'habitants est connue à travers les recensements de la population effectués dans la commune depuis 1793. Pour les communes de moins de 10 000 habitants, une enquête de recensement portant sur toute la population est réalisée tous les cinq ans, les populations de référence des années intermédiaires étant quant à elles estimées par interpolation ou extrapolation. Pour la commune, le premier recensement exhaustif entrant dans le cadre du nouveau dispositif a été réalisé en 2007.

En 2022, la commune comptait 792 habitants, en évolution de −1,49 % par rapport à 2016 (Bas-Rhin : +3,17 %, France hors Mayotte : +2,11 %).
| 1793 | 1800 | 1806 | 1821 | 1831 | 1836 | 1841 | 1846 | 1851 |
| ---- | ---- | ---- | ---- | ---- | ---- | ---- | ---- | ---- |
| 596  | 642  | 681  | 814  | 896  | 919  | 910  | 936  | 930  |

| 1856 | 1861 | 1866 | 1871  | 1875 | 1880 | 1885 | 1890 | 1895 |
| ---- | ---- | ---- | ----- | ---- | ---- | ---- | ---- | ---- |
| 891  | 934  | 942  | 1 005 | 963  | 954  | 963  | 967  | 905  |

| 1900 | 1905 | 1910 | 1921 | 1926 | 1931 | 1936 | 1946 | 1954 |
| ---- | ---- | ---- | ---- | ---- | ---- | ---- | ---- | ---- |
| 904  | 909  | 954  | 862  | 816  | 797  | 836  | 783  | 781  |

| 1962 | 1968 | 1975 | 1982 | 1990 | 1999 | 2006 | 2007 | 2012 |
| ---- | ---- | ---- | ---- | ---- | ---- | ---- | ---- | ---- |
| 842  | 828  | 828  | 812  | 789  | 776  | 825  | 832  | 808  |

| 2017 | 2022 | - | - | - | - | - | - | - |
| ---- | ---- | - | - | - | - | - | - | - |
| 804  | 792  | - | - | - | - | - | - | - |

## Culture locale et patrimoine

### Lieux et monuments

#### Église Saint-Antoine
La première chapelle de Maisonsgoutte est certainement très ancienne. Un linteau emmuré datant de 1617 se trouve derrière le maître-autel, ce qui prouverait qu'il existait à cet emplacement une ancienne chapelle. Des travaux eurent lieu entre 1737-1738 comme l'indique la date qui se trouve sur l'arc de la porte du clocher. Après plusieurs années d'atermoiements, une nouvelle église voit finalement le jour en 1913. L'ancien clocher a été conservé sans le toit à quatre pans, mais remplacé par un bulbe. Dans la niche du clocher, on trouve une statue en grès de saint Antoine l'Ermite et couché à ses pieds un cochon censé protéger le bétail contre la peste fort répandue à cette époque. Le saint faisait l'objet d'un véritable culte jusqu'au début du XXe siècle où on le célébrait chaque 17 janvier au cours duquel les paysans et éleveurs de moutons apportaient du lard et du jambon pour bénéficier de sa protection.
Né en 251 à Héracléopolis Magna en Égypte, Antoine suit l'enseignement du Christ, vend tout ce qu'il possède et distribue ses biens aux pauvres pour se retirer dans une grotte. Le diable le tente sous l'aspect de figures féminines. Antoine est blessé par des griffes, des dents, des cornes. Sa foi reste intacte et constante. Il se retire au-delà du Nil et y fonde un couvent. Il meurt en 356, alors âgé de 110 ans.
Vitraux de l'église Saint-Antoine
L'église est éclairée par douze vitraux dans les dessins sont dus à René Kuder, dont c'est la première œuvre de l'église. Ils sont datés de 1913 et sortent des ateliers G. Van Treeck de Munich. Les vitraux de la nef, du moins ceux qui ne sont pas cachés par la tribune, illustrent tous la prière universelle du Pater Noster dont les textes segmenté figure au bas de chaque représentation. On admirera surtout la scène de la moissonneuse, particulièrement réussie et bien dans l'esprit de l'artiste qui aimait représenter les hommes et femmes de la vallée dans leurs travaux quotidiens.

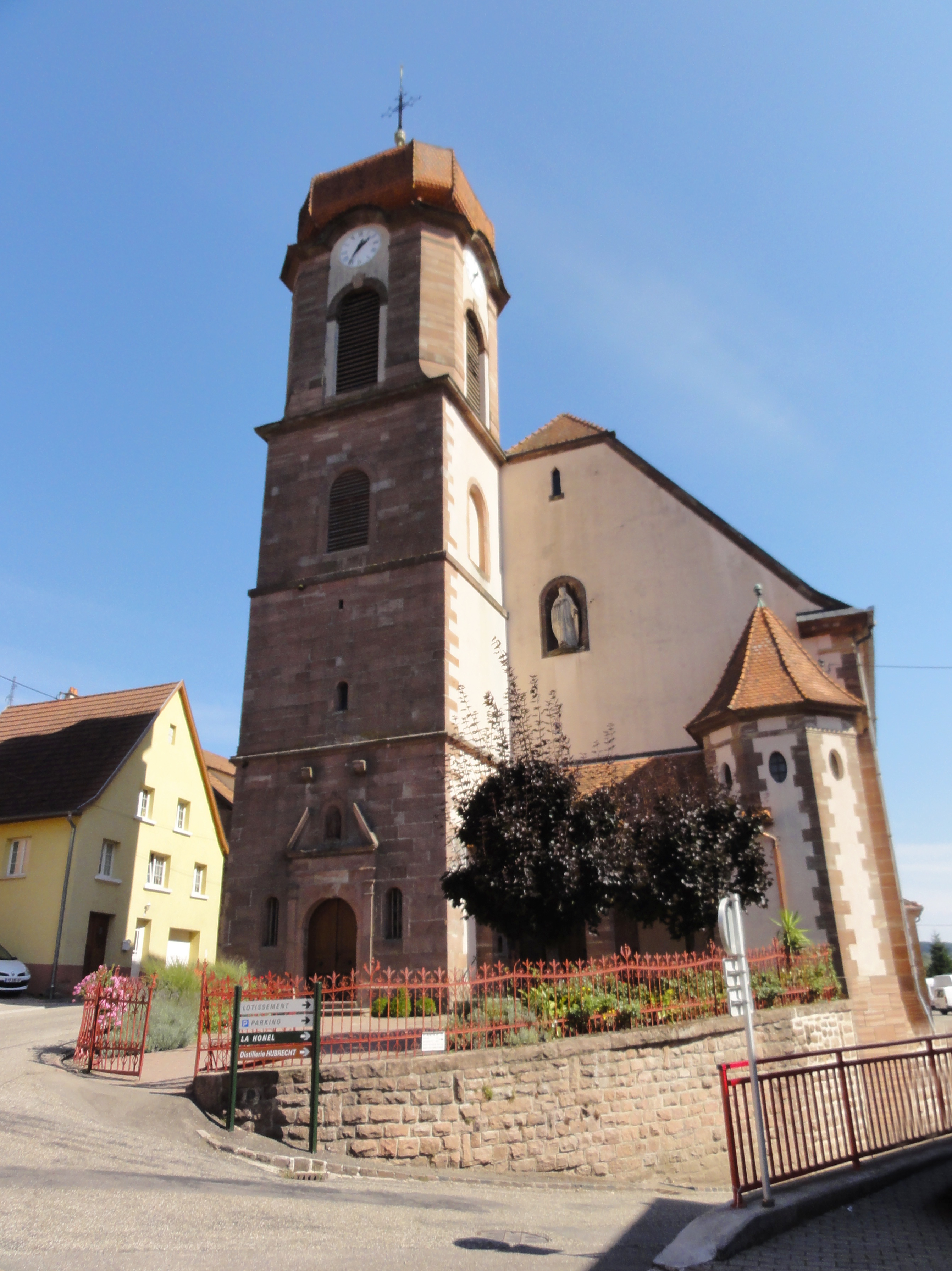
Église Saint-Antoine.
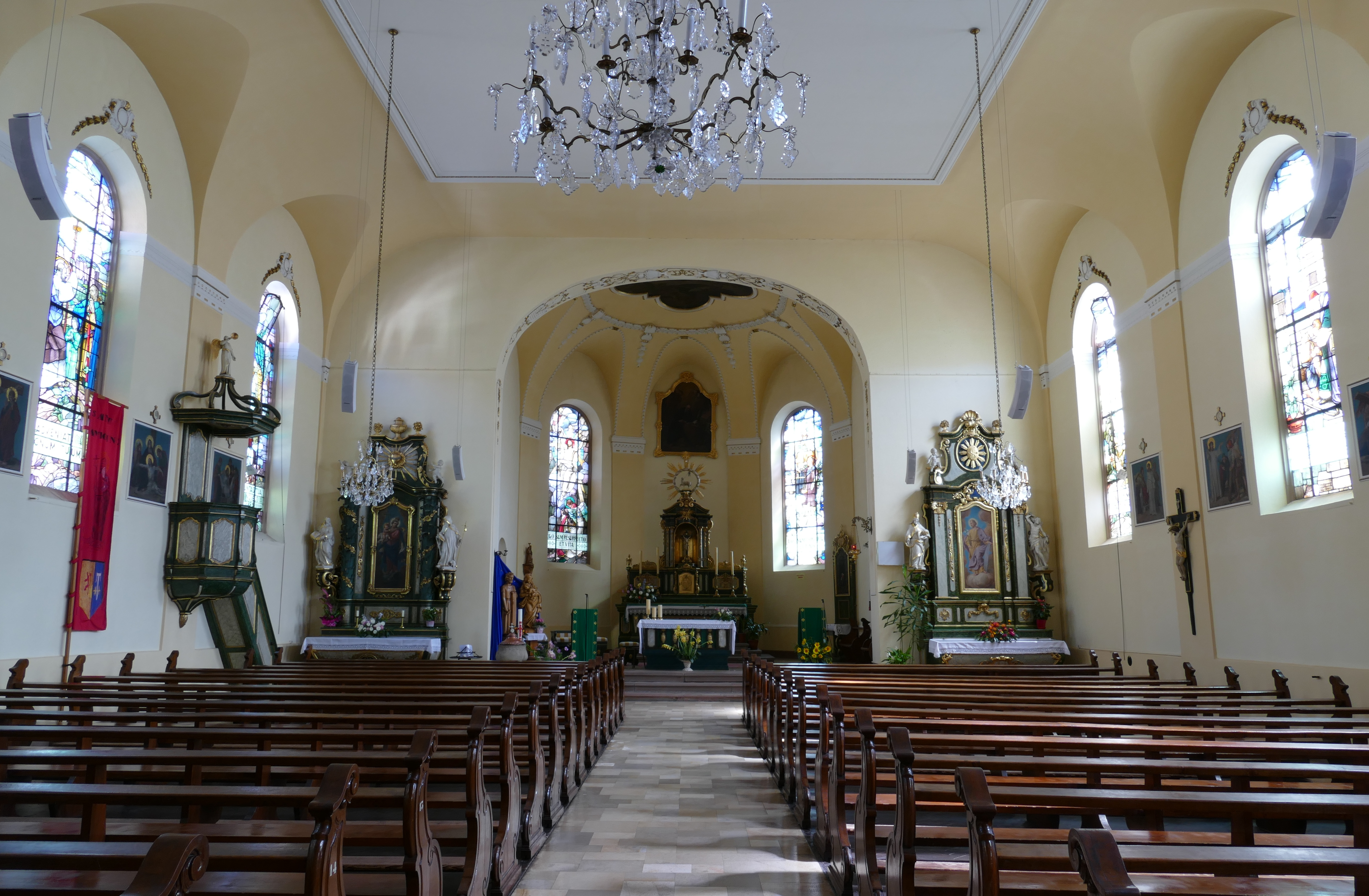
Vie intérieure de la nef vers le chœur.
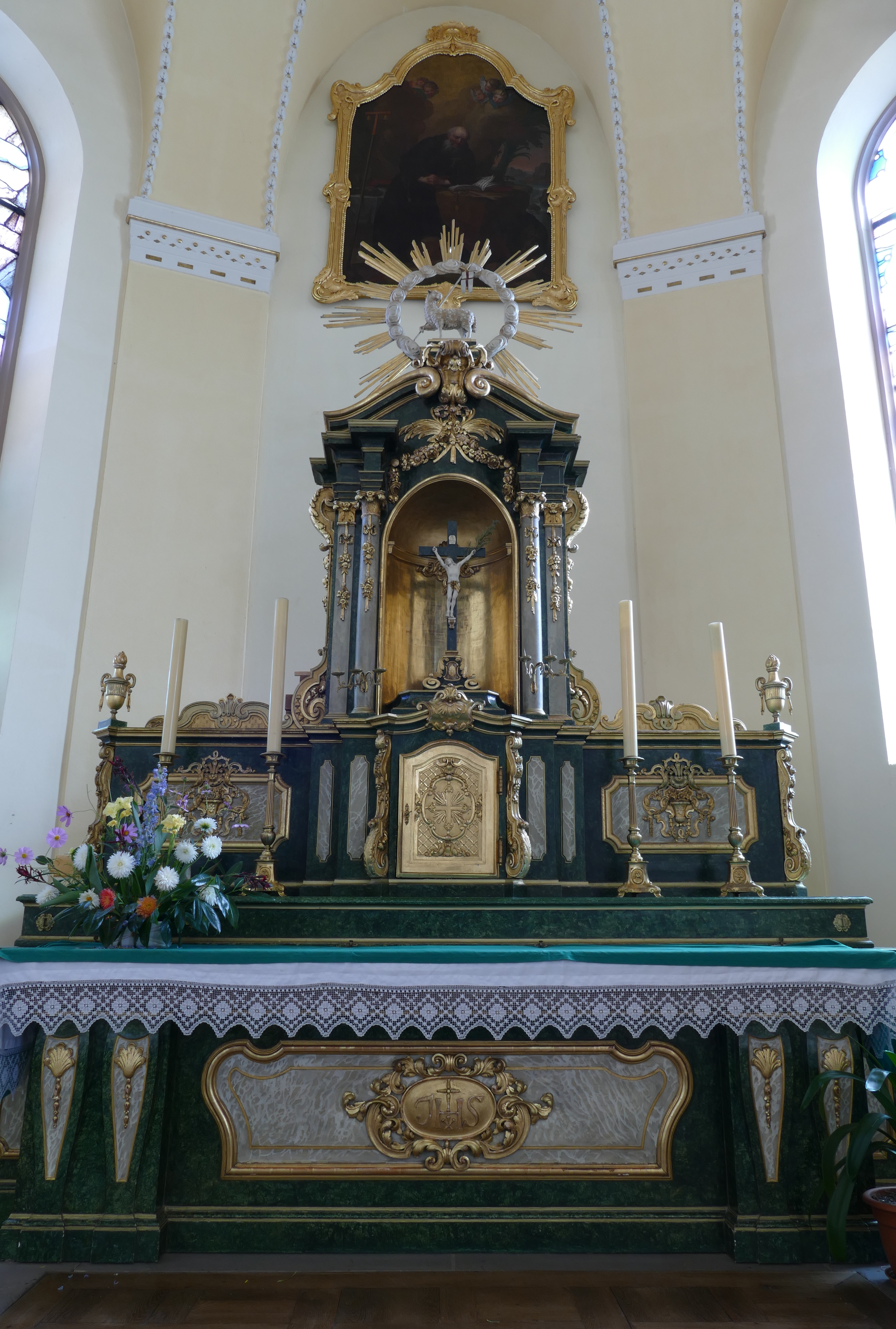
Maître-autel néo-baroque (XXe).
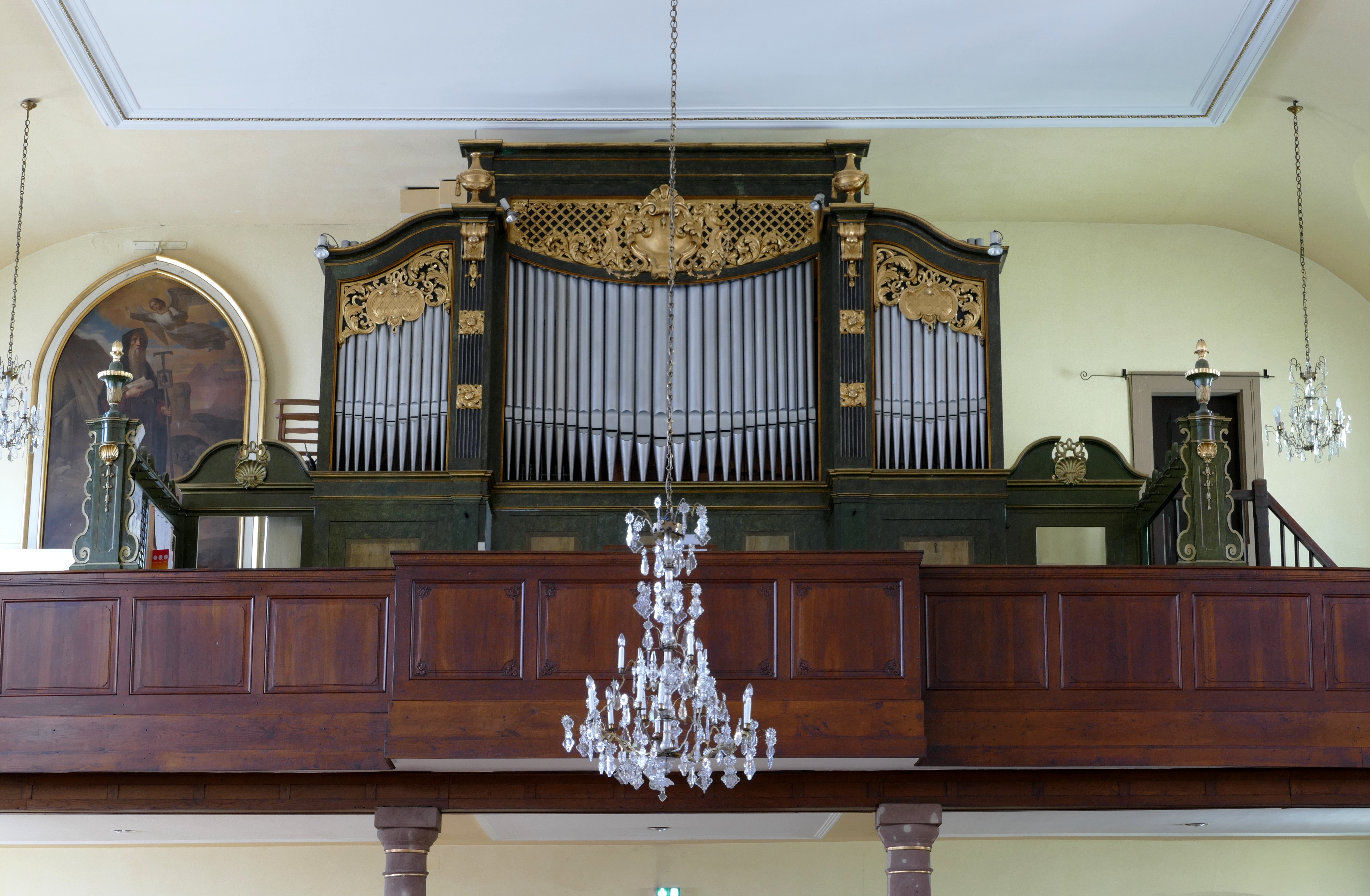
Orgue Kriess (1917).
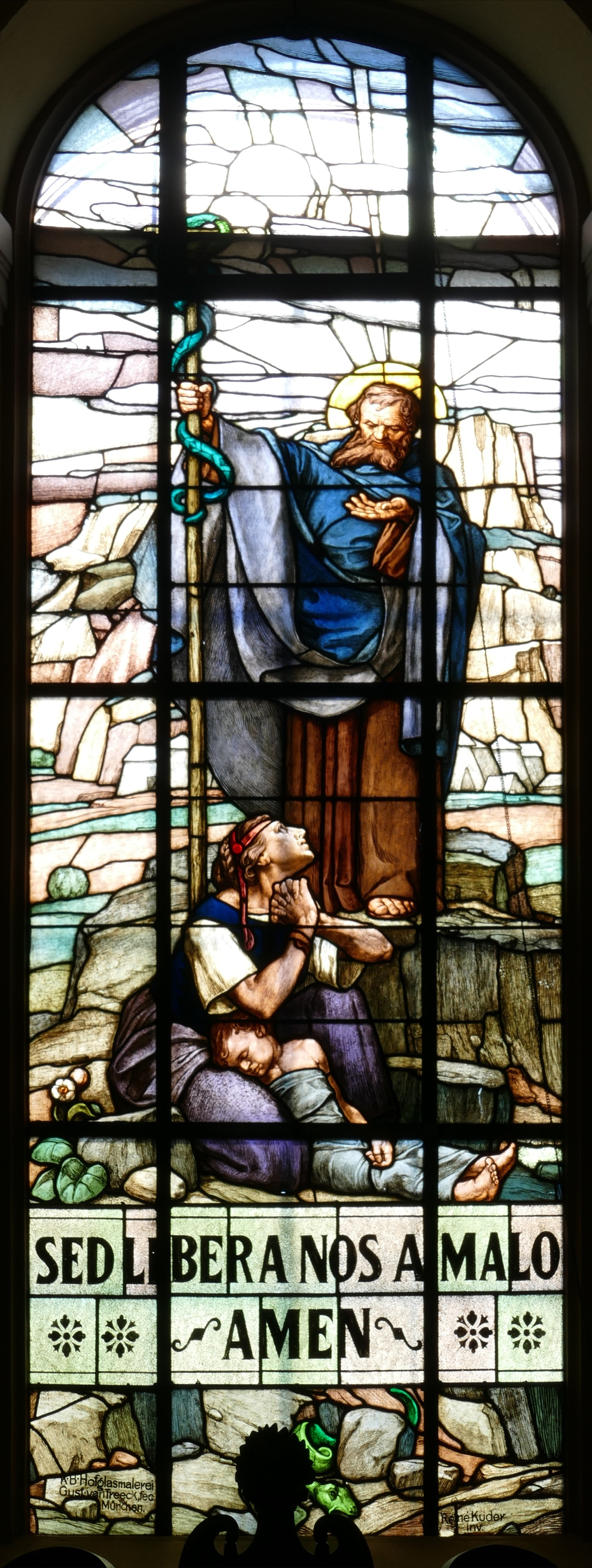
Verrière « Moïse et le serpent d'airain » (1913, Kuder).
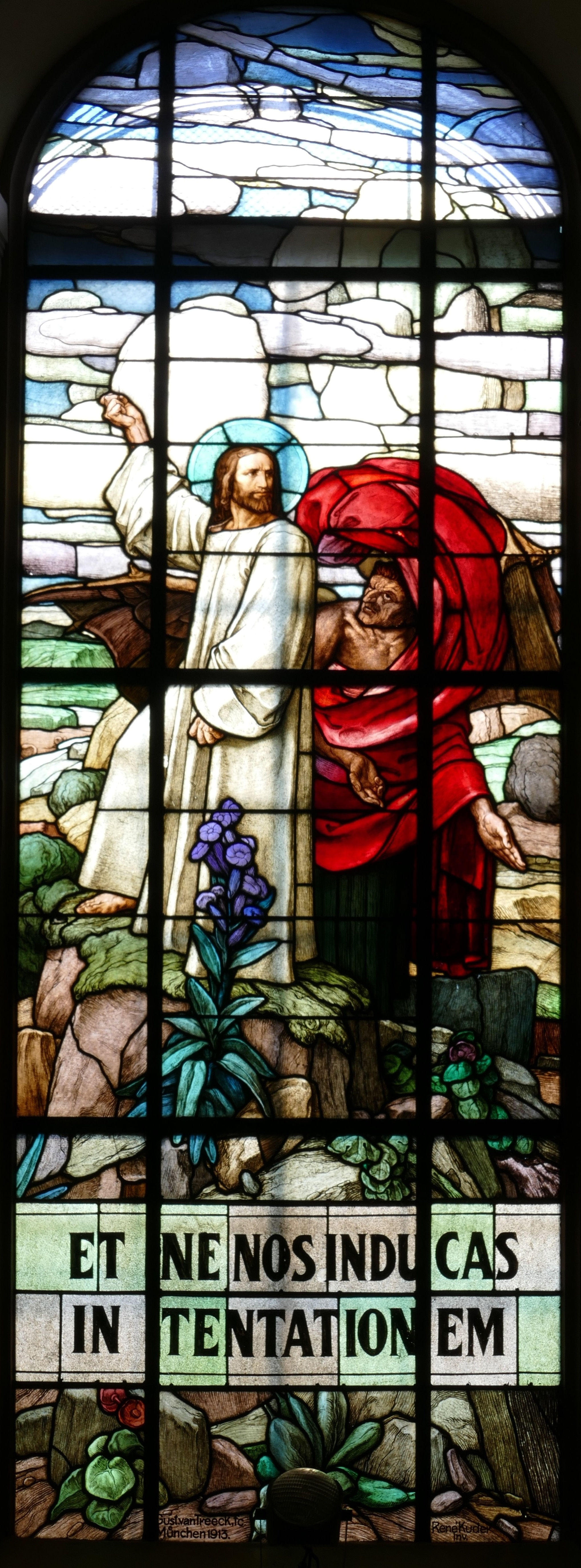
Verrière « Tentation du Christ » (1913, Kuder).

#### Ancien restaurant à la couronne
Situé 61, Grand-rue, il fut la propriété de Théodore Vonné, dont les initiales se trouvent au-dessus du linteau de porte du bâtiment. C'est devant cette bâtisse que, le 4 juillet 1885, le jeune Joseph Meister fut mordu par un chien enragé.

#### Cave de l'ancienne brasserie

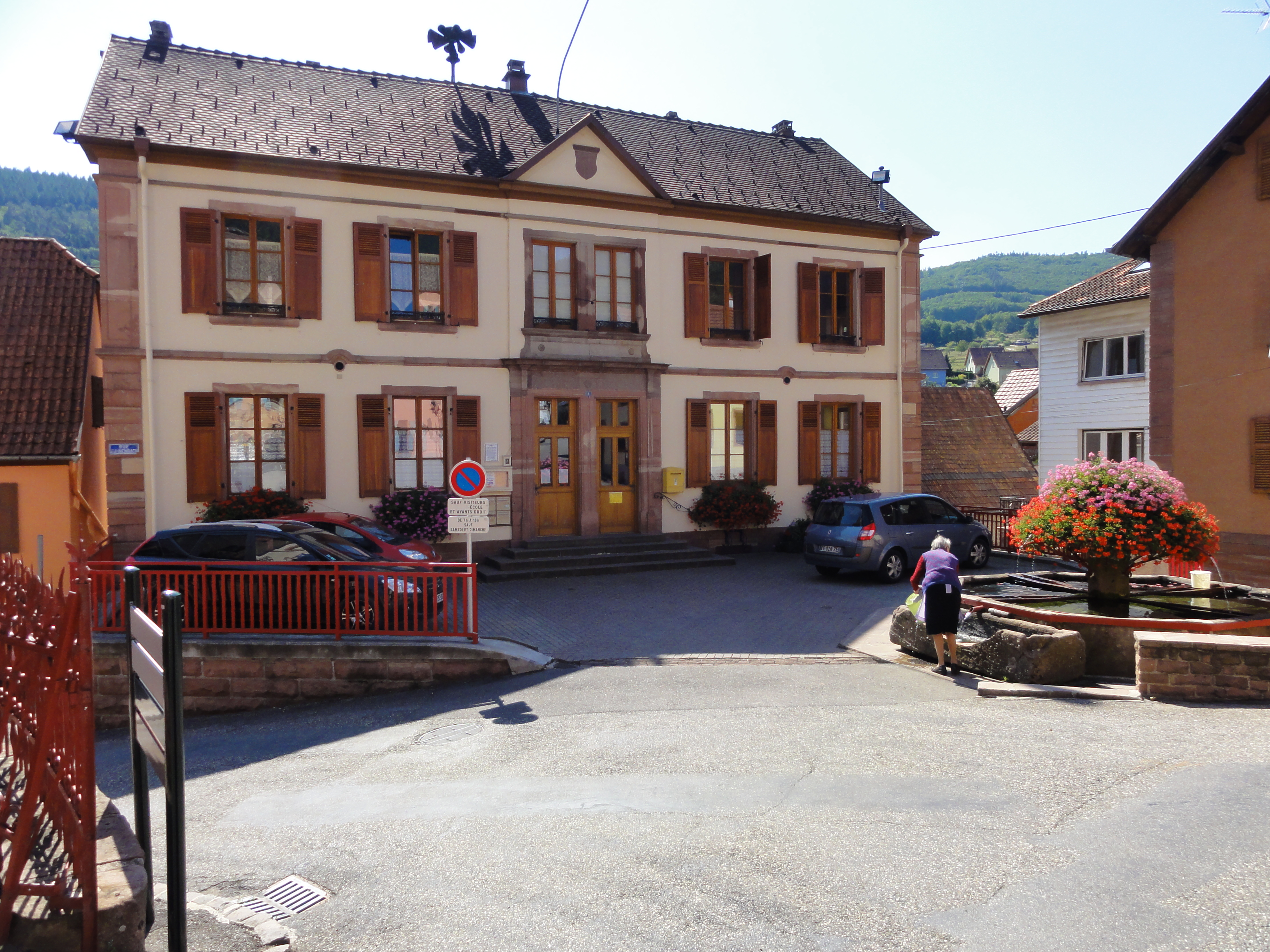
Ancienne mairie (1872), 1 rue Kuhnenbach.
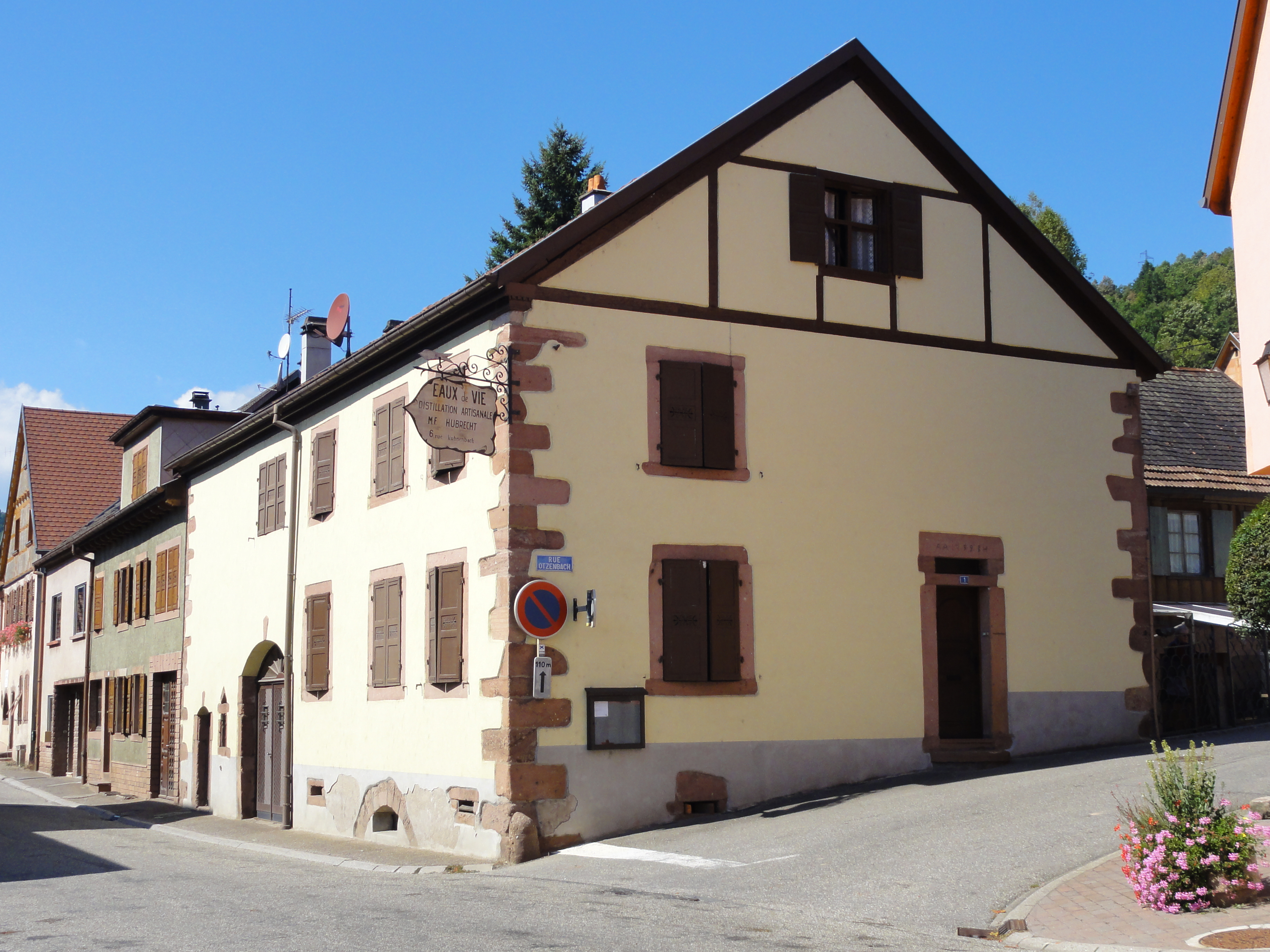
Maison 1 rue Otzenbach.
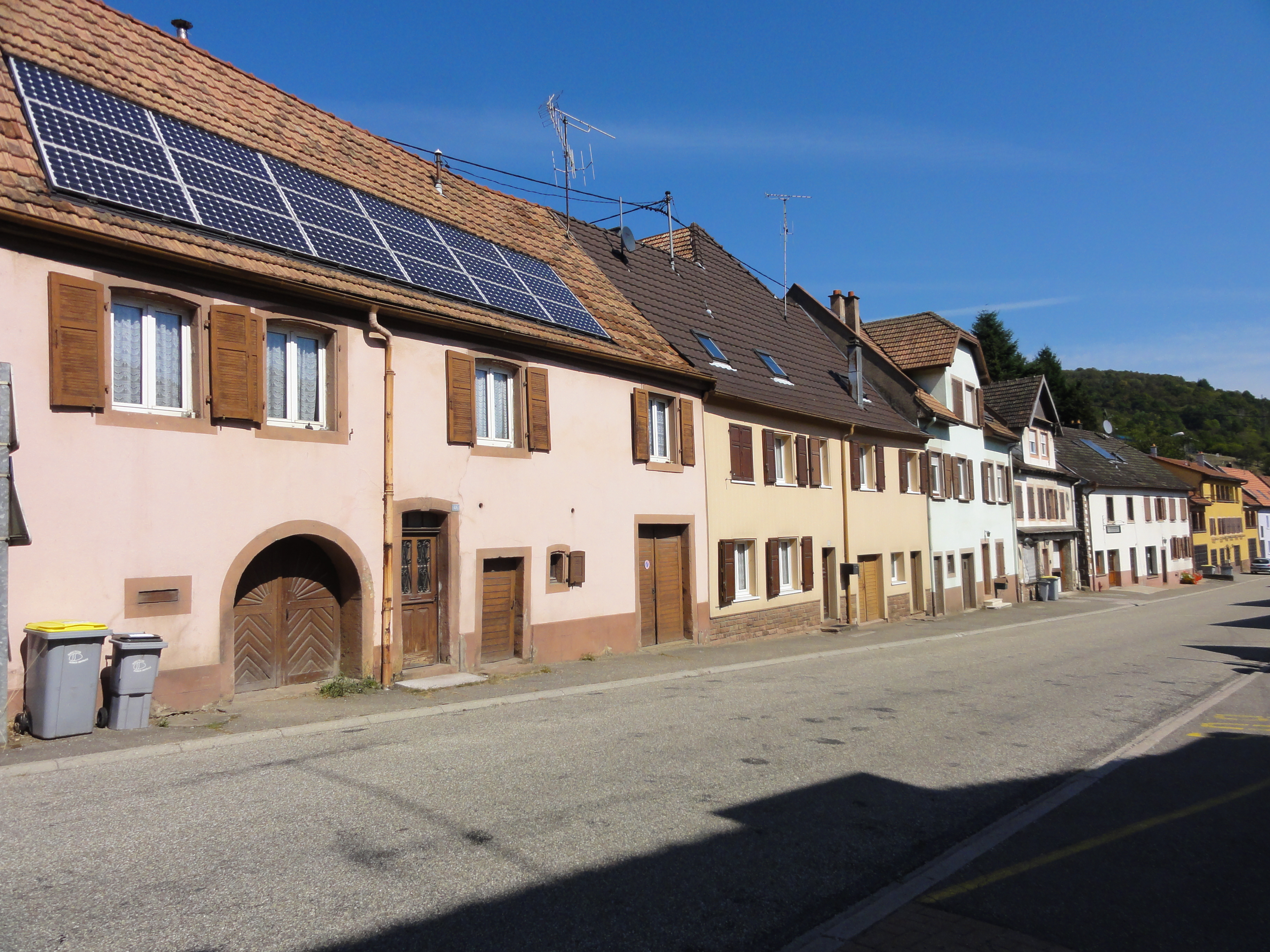
Grand'Rue.

### Personnalités liées à la commune
- André Zimmermann (1939-2019), vainqueur du tour de l'Avenir en 1963 et fidèle coéquipier de Jacques Anquetil par la suite, y est né.
- Joseph Meister (1876-1940). En 1885, jeune écolier de 9 ans originaire de Steige (mordu par un chien à Maisonsgoutte, alors appelé Meissengott), fut le premier garçon vacciné contre la rage par Louis Pasteur.

### Héraldique
| Blason de Maisonsgoutte | Blason  | Parti : au premier d'or au lion de gueules, armé et lampassé d'azur, au second d'azur au tau d'argent accosté de deux fleurs de lys d'or. |
| Blason de Maisonsgoutte | Détails | |